# Pseudonapomyza perspicua
Pseudonapomyza perspicua är en tvåvingeart som beskrevs av Spencer 1963. Pseudonapomyza perspicua ingår i släktet Pseudonapomyza och familjen minerarflugor. Inga underarter finns listade i Catalogue of Life.